# Listă de biblioteci orășenești din România
Aceasta este o listă de biblioteci orășenești din România.
Potrivit Legii nr.334/2002 privind bibliotecile, bibliotecile orășenești sunt biblioteci de drept public cu sau fără personalitate juridică.
Bibliotecile orășenești organizează activitatea de lectură și oferă servicii de documentare și informare comunitară. Finanțarea bibliotecilor orășenești se realizează din subvenții bugetare, acordate de la bugetul local, prin bugetul orașelor pe raza cărora funcționează. Colecțiile bibliotecilor se constituie și se dezvoltă prin transfer, schimb interbibliotecar național și internațional, donații, legate și sponsorizări, precum și prin achiziționarea unor servicii culturale de bibliotecă, respectiv achiziționarea de documente specifice, publicații, cărți vechi și din producția editorială curentă.

## Alba
- Biblioteca Orășenească din Abrud
- Biblioteca Orășenească „Dr. Lazăr Chirilă” din Baia de Arieșj
- Biblioteca Orășenească „Avram Iancu” din Câmpeni
- Biblioteca Orășenească „Mircea Cenușă” din Ocna Mureș
- Biblioteca Orășenească din Teiuș
- Biblioteca Orășenească „Sava Albescu” din Zlatna

## Arad
- Biblioteca Orășenească din Chișineu-Criș
- Biblioteca Orășenească din Curtici
- Biblioteca Orășenească din Ineu
- Biblioteca Orășenească din Lipova
- Biblioteca Orășenească din Nădlac
- Biblioteca Orășenească din Pâncota
- Biblioteca Orășenească din Pecica
- Biblioteca Orășenească din Sântana
- Biblioteca Orășenească din Sebiș

## Argeș
- Biblioteca Orășenească din Costești
- Biblioteca Orășenească din Mioveni
- Biblioteca Orășenească din Topoloveni
- Biblioteca Orășenească din Ștefăneșt

## Bacău
- Biblioteca Orășenească „George Bacovia” din Buhuși
- Biblioteca Orășenească din Comănești
- Biblioteca Orășenească din Dărmănești
- Biblioteca Orășenească din Slănic Moldova
- Biblioteca Orășenească „Claude Sernet” din Târgu Ocna

## Bihor
- Biblioteca Orășenească „Octavian Goga” din Aleșd
- Biblioteca Orășenească din Nucet
- Biblioteca Orășenească din Săcueni
- Biblioteca Orășenească din Ștei
- Biblioteca Orășenească „Mate Imre” din Valea lui Mihai
- Biblioteca Orășenească „Al. Andrițoiu” din Vașcău

## Bistrița-Năsăud
- Biblioteca Orășenească „Veronica Micle” din Năsăud
- Biblioteca Orășenească „Liviu Rebreanu” din Beclean
- Biblioteca Orășenească din Sângeorz-Băi

## Botoșani
- Biblioteca Orășenească din Bucecea
- Biblioteca Orășenească din Darabani
- Biblioteca Orășenească din Flămânzi
- Biblioteca Orășenească din Săveni
- Biblioteca Orășenească din Ștefănești

## Brașov
- Biblioteca Orășenească din Ghimbav
- Biblioteca Orășenească din Predeal
- Biblioteca Orășenească din Râșnov
- Biblioteca Orășenească din Rupea
- Biblioteca Orășenească din Victoria
- Biblioteca Orășenească din Zărnești

## Brăila
- Biblioteca Orășenească din Făurei
- Biblioteca Orășenească din Ianca
- Biblioteca Orășenească din Însurăței

## Buzău
- Biblioteca Orășenească din Nehoiu
- Biblioteca Orășenească „Irineu Mihălcescu” din Pătârlagele
- Biblioteca Orășenească „I. A. Rădulescu” din Pogoanele

## Caraș-Severin
- Biblioteca Orășenească din Anina
- Biblioteca Orășenească „Nicolae Stoica de Hațeg” din Băile Herculane
- Biblioteca Orășenească „Tata Oancea” din Bocșa
- Biblioteca Orășenească din Moldova Nouă
- Biblioteca Orășenească „Simeon Mangiuca” din Oravița
- Biblioteca Orășenească din Oțelu Roșu

## Călărași
- Biblioteca Orășenească din Budești
- Biblioteca Orășenească din Fundulea
- Biblioteca Orășenească din Lehliu Gară

## Cluj
- Biblioteca Orășenească din Huedin

## Constanța
- Biblioteca Orășenească din Cernavodă
- Biblioteca Orășenească din Eforie
- Biblioteca Orășenească din Hârșova
- Biblioteca Orășenească din Murfatlar
- Biblioteca Orășenească „Pontus Euxinus” din Năvodari
- Biblioteca Orășenească din Negru Vodă
- Biblioteca Orășenească din Ovidiu
- Biblioteca Orășenească din Techirghiol

## Covasna
- Biblioteca Orășenească „Gyulai Líviusz” din Baraolt
- Biblioteca Orășenească din Covasna
- Biblioteca Orășenească din Întorsura Buzăului
- Biblioteca Orășenească „Báró Wesselényi Miklós” din Târgu Secuiesc

## Dâmbovița
- Biblioteca Orășenească „Mircea Popescu” din Fieni
- Biblioteca Orășenească „Aurel Iordache” din Găești
- Biblioteca Orășenească „Gh. N. Costescu” din Pucioasa
- Biblioteca Orășenească „Ion Ghica” din Răcari
- Biblioteca Orășenească din Titu

## Dolj
- Biblioteca Orășenească din Bechet
- Biblioteca Orășenească din Dăbuleni
- Biblioteca Orășenească „Anton Pann” din Filiași
- Biblioteca Orășenească „Mircea Radina” din Segarcea

## Galați
- Biblioteca Orășenească „Grigore Hagiu” din Târgu Bujor
- Biblioteca Orășenească din Berești

## Giurgiu
- Biblioteca Orășenească din Bolintin Vale
- Biblioteca Orășenească din Mihăilești

## Gorj
- Biblioteca Orășenească din Bumbești Jiu
- Biblioteca Orășenească din Novaci
- Biblioteca Orășenească din Rovinari
- Biblioteca Orășenească „Tudor Arghez” din Târgu Cărbunești
- Biblioteca Orășenească din Tismana
- Biblioteca Orășenească din Turceni
- Biblioteca Orășenească din Țicleni

## Harghita
- Biblioteca Orășenească din Băile Tușnad
- Biblioteca Orășenească din Bălan
- Biblioteca Orășenească „Kamenitzky Antal” din Borsec
- Biblioteca Orășenească din Cristuru Secuiesc
- Biblioteca Orășenească din Vlăhița

## Hunedoara
- Biblioteca Orășenească din Aninoasa
- Biblioteca Orășenească din Geoagiu
- Biblioteca Orășenească din Hațeg
- Biblioteca Orășenească din Petrila
- Biblioteca Orășenească din Simeria
- Biblioteca Orășenească din Uricani

## Ialomița
- Biblioteca Orășenească din Amara
- Biblioteca Orășenească din Căzănesti
- Biblioteca Orășenească din Fierbinți Târg
- Biblioteca Orășenească din Țăndărei

## Iași
- Biblioteca Orășenească din Hârlău
- Biblioteca Orășenească „Dan Laurențiu” din Podu Iloaiei
- Biblioteca Orășenească „Universul cunoașterii” din Târgu Frumos

## Ilfov
- Biblioteca Orășenească din Bragadiru
- Biblioteca Orășenească din Buftea
- Biblioteca Orășenească din Otopeni
- Biblioteca Orășenească „Murialdo” din Popești-Leordeni

## Maramureș
- Biblioteca Orășenească din Baia Sprie
- Biblioteca Orășenească din Borșa
- Biblioteca Orășenească din Cavnic
- Biblioteca Orășenească din Dragomirești
- Biblioteca Orășenească „Ion Iuga” din Săliștea de Sus
- Biblioteca Orășenească din Seini
- Biblioteca Orășenească „Elia Pop” din Șomcuta Mare
- Biblioteca Orășenească din Tăuții Măgherăuș
- Biblioteca Orășenească din Târgu Lăpuș
- Biblioteca Orășenească din Ulmeni
- Biblioteca Orășenească din Vișeu de Sus

## Mehedinți
- Biblioteca Orășenească din Baia de Aramă
- Biblioteca Orășenească din Strehaia
- Biblioteca Orășenească din Vânju Mare

## Neamț
- Biblioteca Orășenească „Mihai Eminescu” din Bicaz
- Biblioteca Orășenească din Târgu Neamț
- Biblioteca Orășenească din Roznov

## Olt
- Biblioteca Orășenească „Petre Pandrea” din Balș
- Biblioteca Orășenească „Virgil Mazilescu” din Corabia
- Biblioteca Orășenească „Dumitru Popovici” din Drăgănești-Olt
- Biblioteca Orășenească din Piatra Olt
- Biblioteca Orășenească din Potcoava
- Biblioteca Orășenească din Scornicești

## Prahova
- Biblioteca Orășenească din Azuga
- Biblioteca Orășenească din Băicoi
- Biblioteca Orășenească din Boldești-Scăeni
- Biblioteca Orășenească „Dan Grigorescu” din Breaza
- Biblioteca Orășenească din Bușteni
- Biblioteca Orășenească „Paul Despheliphon” din Comarnic
- Biblioteca Orășenească din Mizil
- Biblioteca Orășenească din Plopeni
- Biblioteca Orășenească din Sinaia
- Biblioteca Orășenească din Slănic
- Biblioteca Orășenească din Urlați
- Biblioteca Orășenească „Miron Radu Paraschivescu” din Vălenii de Munte

## Satu Mare
- Biblioteca Orășenească din Ardud
- Biblioteca Orășenească din Negrești Oaș
- Biblioteca Orășenească din Tășnad

## Sălaj
- Biblioteca Orășenească din Cehu Silvaniei
- Biblioteca Orășenească din Jibou
- Biblioteca Orășenească din Șimleu Silvaniei

## Sibiu
- Biblioteca Orășenească din Agnita
- Biblioteca Orășenească din Avrig
- Biblioteca Orășenească din Copșa Mică
- Biblioteca Orășenească din Dumbrăveni
- Biblioteca Orășenească din Miercurea Sibiului
- Biblioteca Orășenească din Ocna Sibiului
- Biblioteca Orășenească din Săliște
- Biblioteca Orășenească din Tălmaciu

## Suceava
- Biblioteca Orășenească din Broșteni
- Biblioteca Orășenească din Cajvana
- Biblioteca Orășenească din Dolhasca
- Biblioteca Orășenească „George Sidorovici” din Frasin
- Biblioteca Orășenească din Gura Humorulu
- Biblioteca Orășenească „Gheorghe Lupu” din Liteni
- Biblioteca Orășenească din Milișăuți
- Biblioteca Orășenească din Salcea
- Biblioteca Orășenească „Teodor V. Stefanelli” din Siret
- Biblioteca Orășenească „I. E. Torouțiu” din Solca
- Biblioteca Orășenească din Vicovu de Sus

## Teleorman
- Biblioteca Orășenească ,,Miron Radu Paraschivescu” din Zimnicea

## Timiș
- Biblioteca Orășenească din Buziaș
- Biblioteca Orășenească din Ciacova
- Biblioteca Orășenească din Deta
- Biblioteca Orășenească din Făget
- Biblioteca Orășenească din Gătaia
- Biblioteca Orășenească din Jimbolia
- Biblioteca Orășenească din Recaș
- Biblioteca Orășenească din Sânnicolau Mare

## Tulcea
- Biblioteca Orășenească „Valentin Șerbu” din Babadag
- Biblioteca Orășenească din Isaccea
- Biblioteca Orășenească „Profesor Ion Buzea” din Măcin
- Biblioteca Orășenească „Jean Bart” din Sulina

## Vaslui
- Biblioteca Orășenească din Murgeni
- Biblioteca Orășenească „Constantin Macarovici” din Negrești

## Vâlcea
- Biblioteca Orășenească din Băbeni
- Biblioteca Orășenească din Băile Govora
- Biblioteca Orășenească din Băile Olănești
- Biblioteca Orășenească din Bălcești
- Biblioteca Orășenească din Berbești
- Biblioteca Orășenească din Brezoi
- Biblioteca Orășenească „A.E.Baconsky” din Călimănești
- Biblioteca Orășenească „Ada Orleanu” din Horezu
- Biblioteca Orășenească din Ocnele Mari

## Vrancea
- Biblioteca Orășenească din Mărășești
- Biblioteca Orășenească din Panciu
- Biblioteca Orășenească din Odobești